# In/Casino/Out
In/Casino/Out è il secondo album del gruppo statunitense degli At the Drive-In, pubblicato nel 1998 dalla Fearless Records. L'album è stato registrato in studio in presa diretta, così da catturare meglio l'energia che il gruppo esprime nelle esibizioni live.

## Tracce
1. Alpha Centauri – 3:13
2. Chanbara – 2:59
3. Hulahoop Wounds – 3:24
4. Napoleon Solo – 4:48
5. Pickpocket – 2:38
6. For Now...We Toast – 3:02
7. A Devil Among the Tailors – 3:12
8. Shaking Hand Incision – 3:36
9. Lopsided – 4:41
10. Hourglass – 3:25
11. Transatlantic Foe – 3:37

## Formazione
- Cedric Bixler Zavala - voce
- Jim Ward - chitarra, voce
- Omar Rodríguez-López - chitarra
- Paul Hinojos - basso
- Tony Hajjar - batteria